# Shunting Puzzle

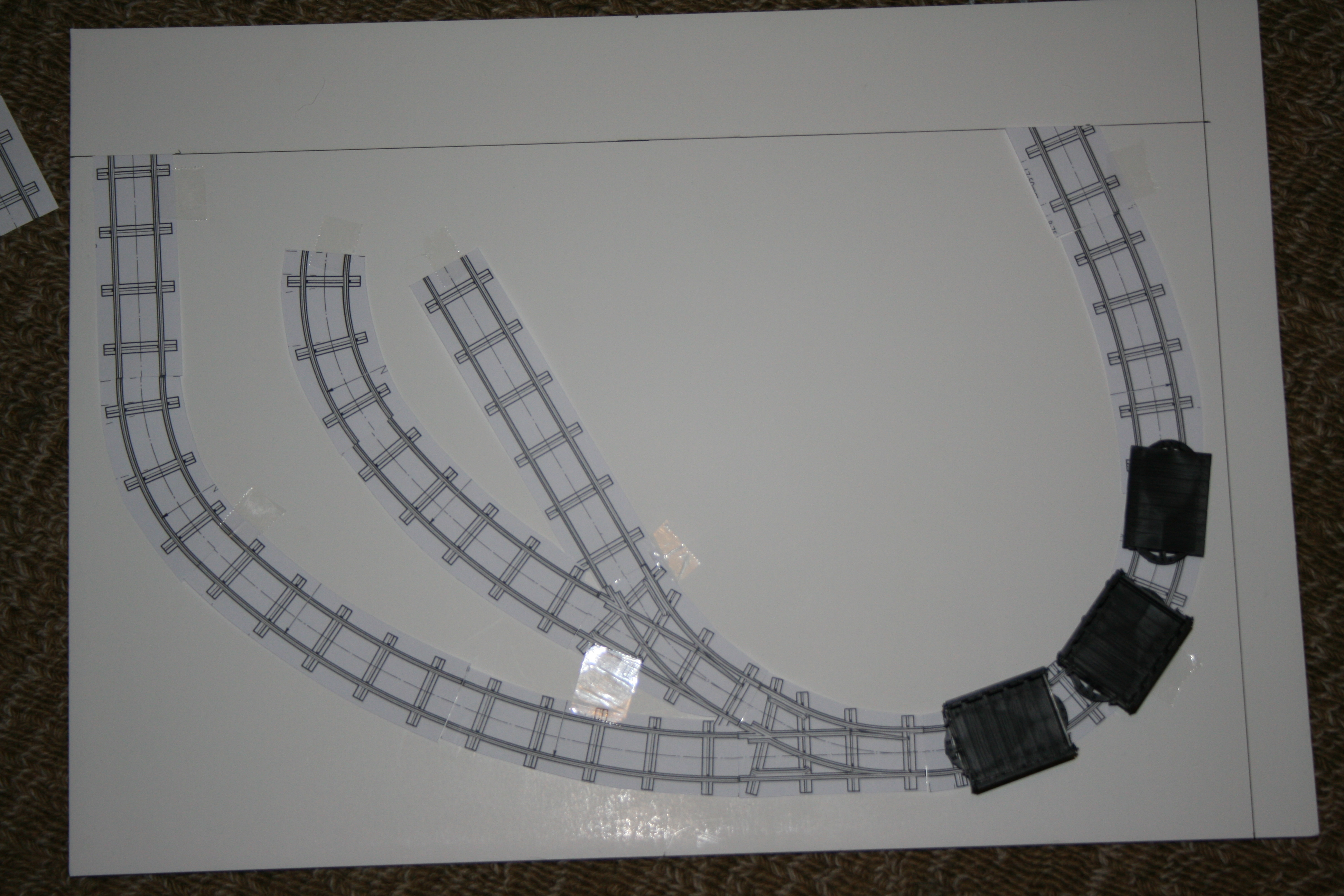
Um Shunting Puzzle tradicional.

Shunting Puzzle (tradução livre: "enigma de acoplamento") é um jogo de lógica, utilizando temática ferroviária, onde: em uma representação de um pátio de manobras, o jogador deve acoplar o material rodante numa ordem previamente definida, estando esse "material rodante" originalmente distribuído de forma aleatória nas pistas.
Nos Estados Unidos, esse tipo de jogo é algumas vezes referenciado como Switching Puzzle.

## Semântica
O termo Shunting (em português:  acoplamento), é o conjunto de manobras executadas por uma locomotiva manobreira, puxando e empurrando o material rodante, acoplando-os e desacoplando-os com o objetivo de montar ou desmontar um trem (português brasileiro) ou comboio (português europeu).
O termo Puzzle (em português:  enigma), é um problema intrigante, que deve ser resolvido fazendo uso de paciência e engenhosidade.

## Categorias
Apesar de existirem outras, em geral, os Shunting Puzzles tendem a cair numa das seguintes categorias:
- Compor um trem
- Decompor um trem
- Descobrir a melhor sequência de manobras para compor ou decompor um trem
- Descobrir um meio para que um trem ultrapasse o outro na mesma pista
- Colocar a locomotiva na outra extremidade do trem para a viagem de volta
- Inverter a direção de um trem

## Utilização
Esse tipo de jogo, pode ser implementado de várias formas: como jogo de tabuleiro, como jogo eletrônico, entre outros.

### No ferromodelismo
Hoje em dia, o shunting puzzle vem se popularizando muito entre os praticantes de ferromodelismo, onde fazendo uso de pistas bem compactas, possuem duas características básicas:
1. O jogo é concebido de forma a permitir que o material rodante seja movido ao longo de uma pista com layout apropriado e com desvios, o que em última análise é a  própria definição de "shuting layout".
2. A movimentação do material rodante, não é feita por decisão espontânea do operador, mas sim, seguindo um conjunto de regras: normalmente são sorteadas a disposição inicial do material rodante nas pistas e a posição final que eles devem assumir, cabendo ao operador executar as manobras para tal, usando o menor conjunto de deslocamentos ou o menor tempo possíveis. O nível de dificuldade aumenta juntamente com a quantidade de material rodante envolvida.

Variantes
- O clássico: "Inglenook Sidings": sua versão atual, foi apresentada em 1978, porém, foi baseada num trabalho original de 1950.
- O popular: "Timesaver": introduzido em 1972.